# Hohenstein (Hessisch Oldendorf)
Hohenstein  ist eine  Ortschaft der kreiszugehörigen Stadt Hessisch Oldendorf im Landkreis Hameln-Pyrmont. Sie liegt am Süntel. Sie besteht aus den Ortsteilen  Barksen, Krückeberg, Langenfeld, Wickbolsen und Zersen. Zu den Attraktionen zählt der gleichnamige Hohenstein mit seinen Klippen. Ein Kernort mit dem Namen Hohenstein besteht selbst nicht.